# Yaimara Rosario Ferrer
Yaimara Rosario Ferrer (3 de enero de 1984) es una deportista cubana que compitió en taekwondo. Ganó una medalla de bronce en el Campeonato Mundial de Taekwondo de 2007, y una medalla de bronce en los Juegos Panamericanos de 2007.

## Palmarés internacional
| Campeonato Mundial   | Campeonato Mundial      | Campeonato Mundial | Campeonato Mundial |
| Año                  | Lugar                   | Medalla            | Categoría          |
| -------------------- | ----------------------- | ------------------ | ------------------ |
| 2007                 | Pekín (China)           | Medalla de bronce  | –55 kg             |
| Juegos Panamericanos |                         |                    |                    |
| Año                  | Lugar                   | Medalla            | Categoría          |
| 2007                 | Río de Janeiro (Brasil) | Medalla de bronce  | –57 kg             |